# جيمس تومسون (صحفي)
جيمس تومسون (بالإنجليزية: James Thomson)‏ هو صحفي أسترالي، ولد في 1 سبتمبر 1852 في مقاطعة لندنديري في المملكة المتحدة، وتوفي في 4 أغسطس 1934.